# Ercole Vampa
Ercole Vampa (Trieste, 10 settembre 1899 – Milano, 8 febbraio 1965) è stato un calciatore italiano, di ruolo portiere.

## Carriera
Con il Pastore Torino disputa 19 partite nel campionato di Prima Divisione 1922-1923.
In seguito passa al Milan, senza disputare gare ufficiali, e successivamente al Derthona.
Nella stagione 1926-1927 torna in massima serie difendendo la porta del Casale in 2 gare; l'anno successivo milita nel Pavia. Giocò anche in Svizzera, nel Chiasso.